# Schöpf-Merei Kórház
A Schöpf-Merei Kórház (teljes nevén Fővárosi Önkormányzat Schöpf-Merei Ágost Kórház és Anyavédelmi Központ, néhol ékezettel „-Mérei”, illetve Ágost vagy Ágoston) gyermekgyógyászatra és szülészetre (kiemelten koraszülésre) specializálódott kórház volt Budapest IX. kerületében, a Bakáts téren 1884-es alapításától 2009-es végleges megszűnéséig.
Az intézmény alapításakor nevét Schöpf-Merei Ágost, a gyermekgyógyászat magyarországi úttörője után kapta.

## Története
A kórház 1884-ben közadakozásból létesült, ekkor egy 35 ágyas intézményt hoztak létre a gyógyíthatatlan gyermekek számára a mai Bakáts téren, a mai Knézich utca mentén, két, egymás melletti tömbben. Ezek a volt Erzsébet Homeopata Kórház (épült 1905–1906-ban Tőry Emil tervei alapján a  Knézich u. 14. alatt) és a volt Erdey-féle Szanatórium (épült 1905–1906-ban Márkus Géza tervei alapján a Bakáts tér 9. alatt)
Ezeket a kommunista hatalomátvételt követően 1949-ben államosították és egyesítették, valamint létrehozták a szülészeti osztályt is.

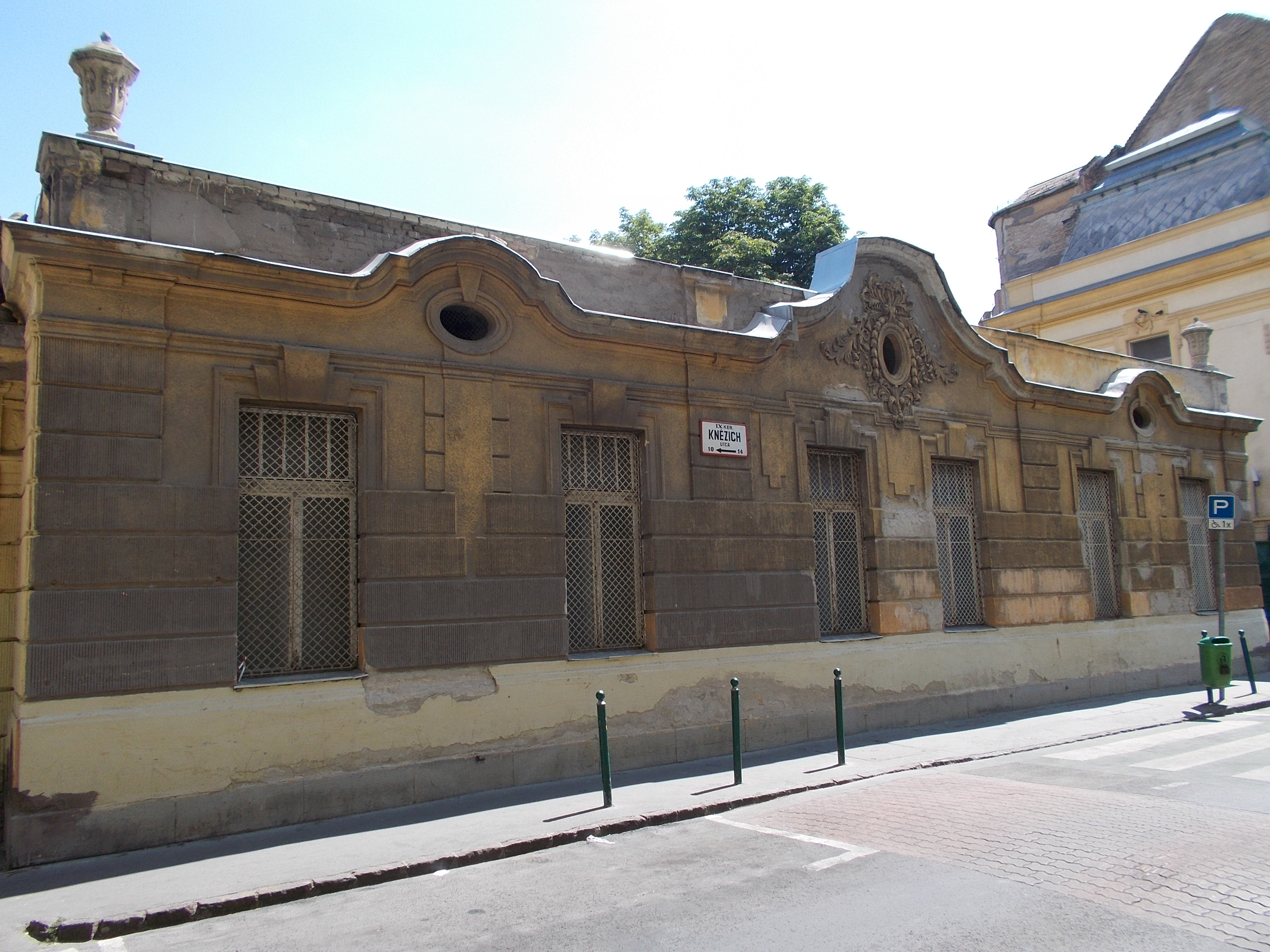
A kórház Knézich utcai épülete

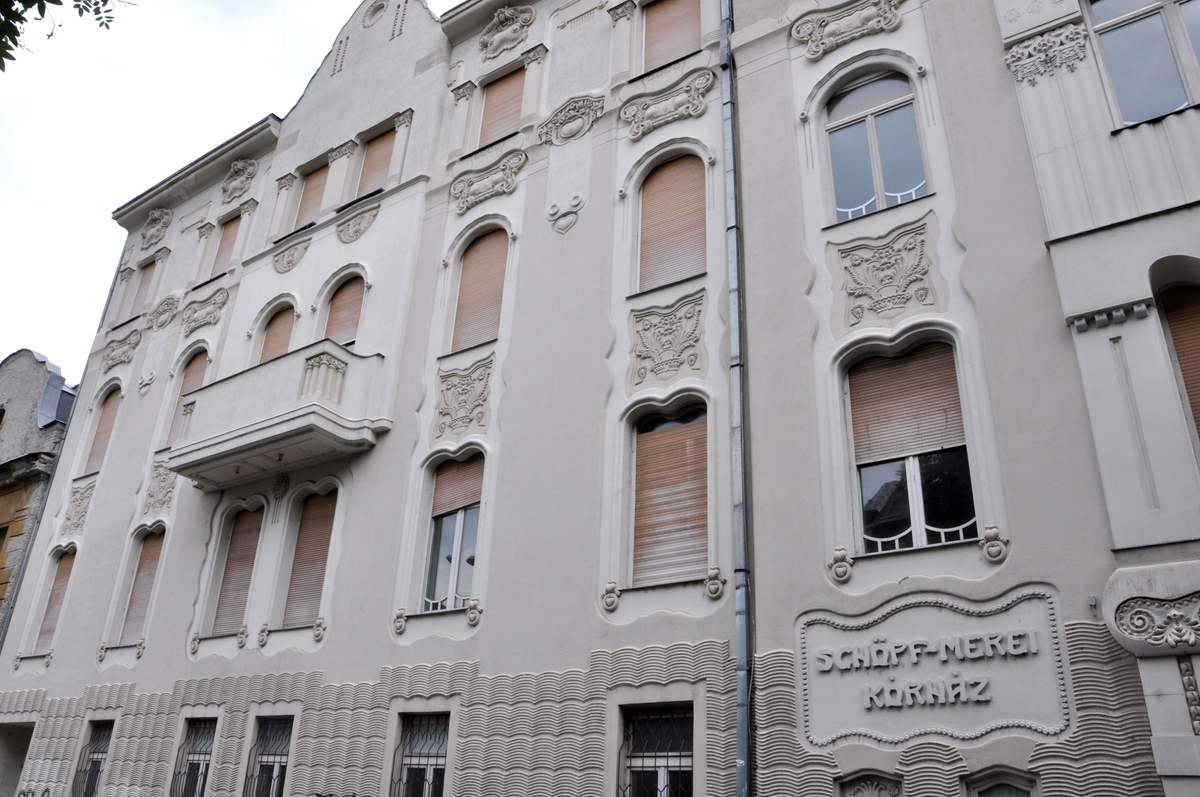
A kórház Bakáts téri épülete

Az eredeti intézményből 1954-ben szervezték meg a Schöpf-Mérei Ágoston Koraszülő-Koraszülött Kórházat, ahol a nevében is jelezve a szülészeti osztályt teljesen alkalmassá tették a koraszülések levezetésére és az esetlegesen felmerülő komplikációk kezelésére.
Magyarországon először itt helyeztek ki inkubátort az ajtóba az 1990-es évek végén, hogy esélyt adjanak azoknak az újszülötteknek, akiket anyjuk a szülés után nem kívánt megtartani. Az eszköz 2007 februárjáig 23 kisbaba életét mentette meg.
1996-ban Kökény Mihály akkori egészségügyi miniszter a Horn-kormányban szakmai indokokra hivatkozva megpróbálta bezárni az intézményt, ezt azonban Horn Gyula akkori miniszterelnök személyesen akadályozta meg.
2005-ben magántőke bevonásával próbálták a működéshez, illetve a modernizációhoz szükséges tőkét bevonni, ám ez nem járt sikerrel.
A második Gyurcsány-kormány egészségügyi minisztere, Molnár Lajos egészségügyi reformja során az intézményt számos másik patinás kórházzal (pl. Svábhegyi Gyermekkórház) együtt újfent bezárásra ítélte, amit ezúttal végre is hajtottak. 2007. áprilisától az intézmény már csak szakrendelést láthatott el. Ekkor újból felvetődött a magánosítás, mint megoldás a megszűnés ellen, ám a kísérlet kudarcot vallott, a Fővárosi Közgyűlés pedig (melynek tulajdonában állt az intézmény) 2008. június 26-án megszavazta a végleges bezárását.
A felszámolás 2009 elejére fejeződött be. Hasznosításáról azóta több ötlet is született a társasházzá alakítástól a IX. kerületi önkormányzat irodaházává formálásáig bezárólag. Az ingatlan tulajdonosa jelenleg is a Fővárosi Önkormányzat.